# 페트리코르

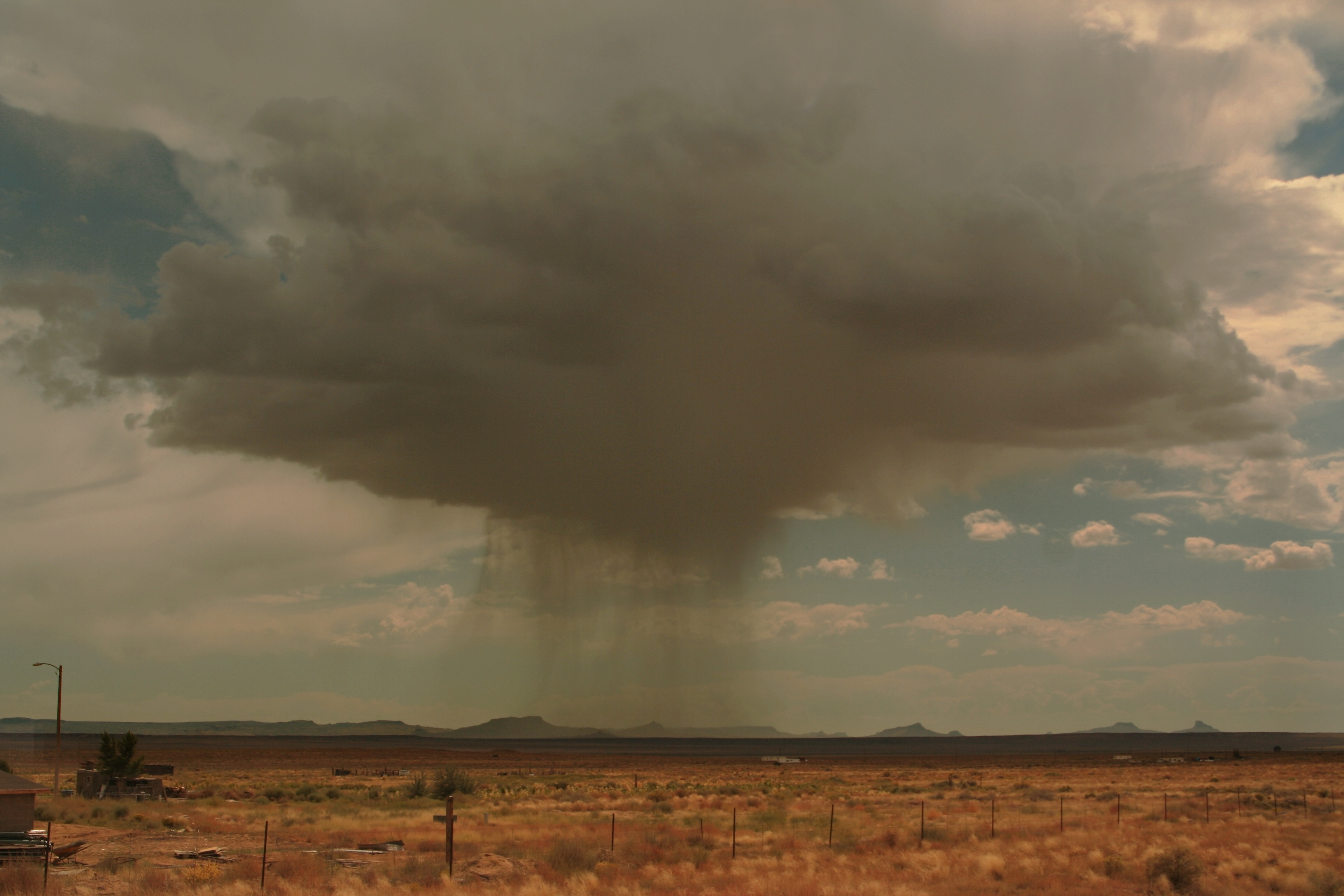

페트리코르(영어: petrichor /ˈpɛtrɪˌkɔːr/[*])는 건조한 흙 위에 비가 내릴 때 발생하는 흙내이다. 비 냄새(scent of rain)라고도 한다. 용어 어원은 그리스어로 "돌"이라는 뜻의 "페트라"와 그리스 신화의 신들의 몸 속을 흐르는 황금 피 "이코르"가 결합되어 만들어진 합성어다.
이 용어가 처음 고안된 것은 1964년으로, 호주의 연방과학산업연구기구(CSIRO)에 소속된 연구원 이사벨 조이 베어(호주인)와 로데릭 토머스(영국인)가 공저한 논문을 학술지 《네이처》에 투고하면서 용어를 고안해 사용하였다. 논문에서 두 사람은 건기에 특정 식물들이 발산하는 기름기가 점토질 토양과 암석에 흡수되었다가, 비가 내리면 그 기름기가 게오스민(특정한 방선균의 신진대사 부산물)과 함께 공기중으로 확산되어 이 냄새가 나게 된다고 논하였다. 또 만약 벼락이 쳤다면 오존도 냄새의 원인이 될 수 있다. 1965년에 투고한 추가 논문에서 베어와 토머스는 이 식물성 기름이 발아하는 씨앗과 성장을 시작한 어린 식물들에서 나온다는 것을 밝혀냈다. 이러한 결과는 식물이 씨앗을 압력으로부터 보호하기 위해 기름을 방출한다는 추측을 가능케 한다.

## 같이 보기
- 다이메틸 설파이드